# St. Georgen im Lavanttal
Sankt Georgen im Lavanttal (amtlich St. Georgen im Lavanttal) ist eine Gemeinde mit 1913 Einwohnern (Stand 1. Jänner 2024) im Bezirk Wolfsberg in Kärnten, Österreich.

## Geographie
Die Gemeinde liegt im unteren Lavanttal und erstreckt sich vom Lavantfluss auf die Hänge der Koralpe. Der Hauptort St. Georgen liegt 17 Kilometer südlich der Bezirkshauptstadt Wolfsberg.

### Gemeindegliederung
Die Gemeinde ist in sieben Katastralgemeinden (Andersdorf, Gundisch, Krakaberg, Herzogberg, Raggane, St. Georgen-Hartneidstein, Steinberg) gegliedert. Das Gemeindegebiet umfasst folgende 21 Ortschaften (in Klammern Einwohnerzahl Stand 1. Jänner 2024):
- Allersdorf (123)
- Andersdorf (98)
- Fransdorf (61)
- Götzendorf (12)
- Gundisch-Mitte (29)
- Gundisch-Nord (27)
- Gundisch-Süd (15)
- Herzogberg (57)
- Hofwiesen (161)
- Krakaberg (7)
- Matschenbloch (94)
- Niederhof (45)
- Oberrainz (41)
- Pfaffendorf (73)
- Pontnig (55)
- Raggane (39)
- St. Georgen im Lavanttal (705)
- Steinberg-Hart (67)
- Steinberg-Oberhaus (40)
- Unterpichling (44)
- Unterrainz (120)

### Nachbargemeinden
| Sankt Andrä | Frantschach-Sankt Gertraud                  | Bad Schwanberg (DL) |
|             | Kompassrose, die auf Nachbargemeinden zeigt | Wies (DL)           |
| Sankt Paul  | Lavamünd                                    | Eibiswald (DL)      |

## Geschichte
Der antike Steinbruch Spitzelofen am oberen Steinberg weist auf römische Besiedlung hin, er war Teil eines römischen Gutshofs bei der heutigen Ortschaft Allersdorf.
Die Burg Stein östlich des heutigen St. Georgen, erstmals 1214 urkundlich erwähnt, wurde vermutlich von Salzburger Gefolgsleuten errichtet und bildete das Verwaltungszentrum des heutigen Gemeindegebiets. Sie besaß im 13. Jahrhundert, als sie sich im Besitz der Herren von Pettau befand, einen Burgfried (Niedergerichtsbezirk). Die bereits 1184 erstmals genannte und für den Ort und die heutige Gemeinde namensgebende Kirche St. Georg unter Stein bzw. am Steinberg war wohl zunächst eine Eigenkirche der Burgherren und wurde 1245 dem nahegelegenen Stift St. Paul angeschlossen und ist seit 1246 Pfarrkirche.
1864 wurde aus den Gemeinden Steinberg, Herzogberg und Paierdorf die Gemeinde St. Georgen im Lavanttal gegründet.
Am Krakaberg und am Krennkogel kommt Kyanit (früher Disthen genannt) vor, aus dem Aluminium gewonnen werden könnte. In den Jahren zwischen 1938 und 1945 wurden Untersuchungen durchgeführt, ein Gutachten aus 1949 vermutet 255 Mio. Tonnen Disthen in diesem Gebiet. Versuche, die bis in die Jahre 1978/79 reichten, zeigten aber, dass eine Aluminiumgewinnung wirtschaftlich nicht durchführbar sei.
Bei der Kärntner Gemeindestrukturreform erfolgte zum 1. Jänner 1973 die Eingemeindung nach Sankt Paul im Lavanttal. Eine Vereinsgemeinschaft St. Georgen wurde gegründet, um kulturell eigenständig zu bleiben. 1990 kam es durch eine Volksbefragung zur Wiedererlangung der Selbstständigkeit, neuer Bürgermeister wurde Karl Markut.

### Bevölkerungsentwicklung
Die Abnahme der Einwohnerzahl seit 2001 erfolgt vor allem wegen einer negativen Wanderungsbilanz.

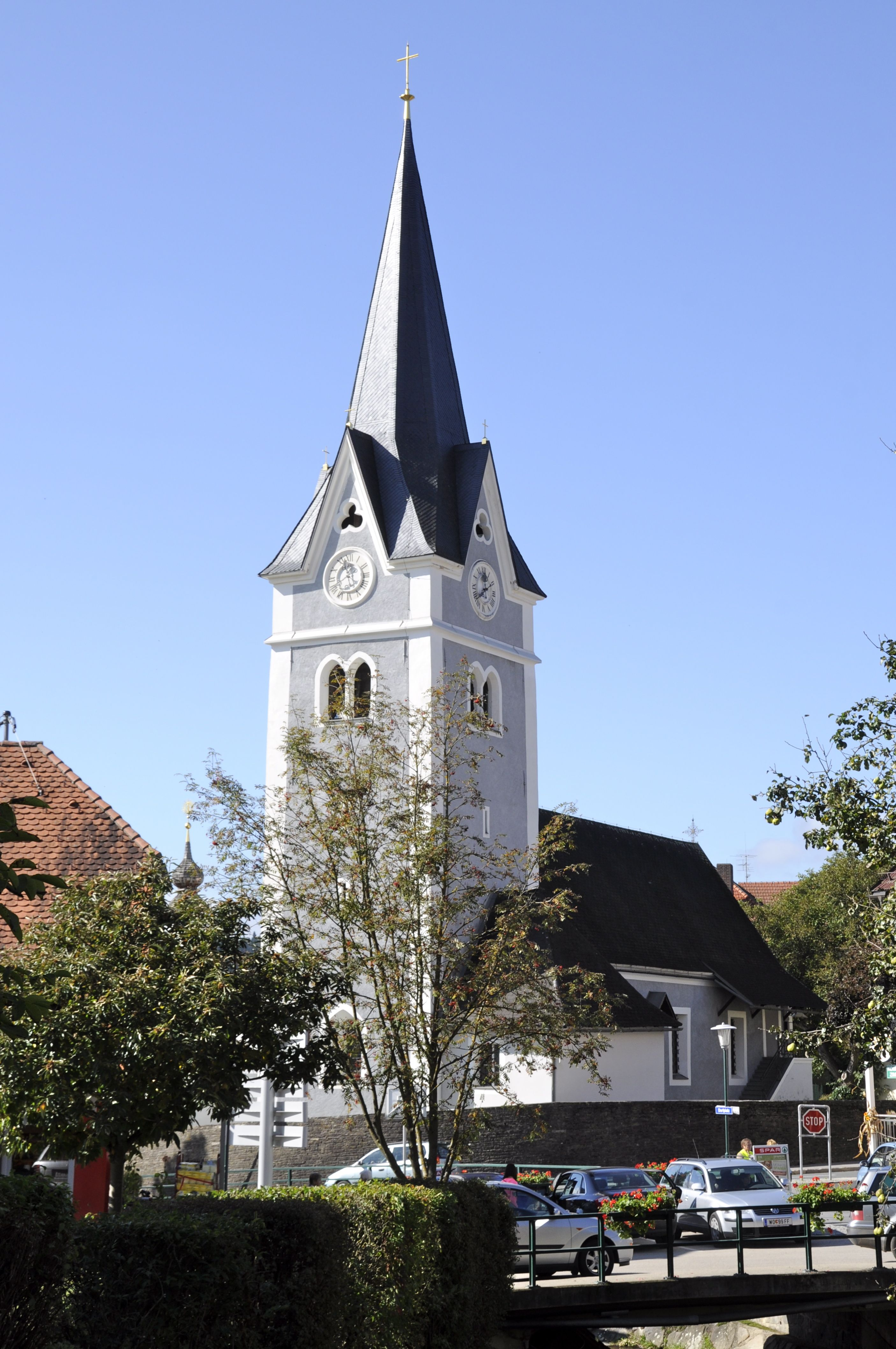
Pfarrkirche Heiliger Georg

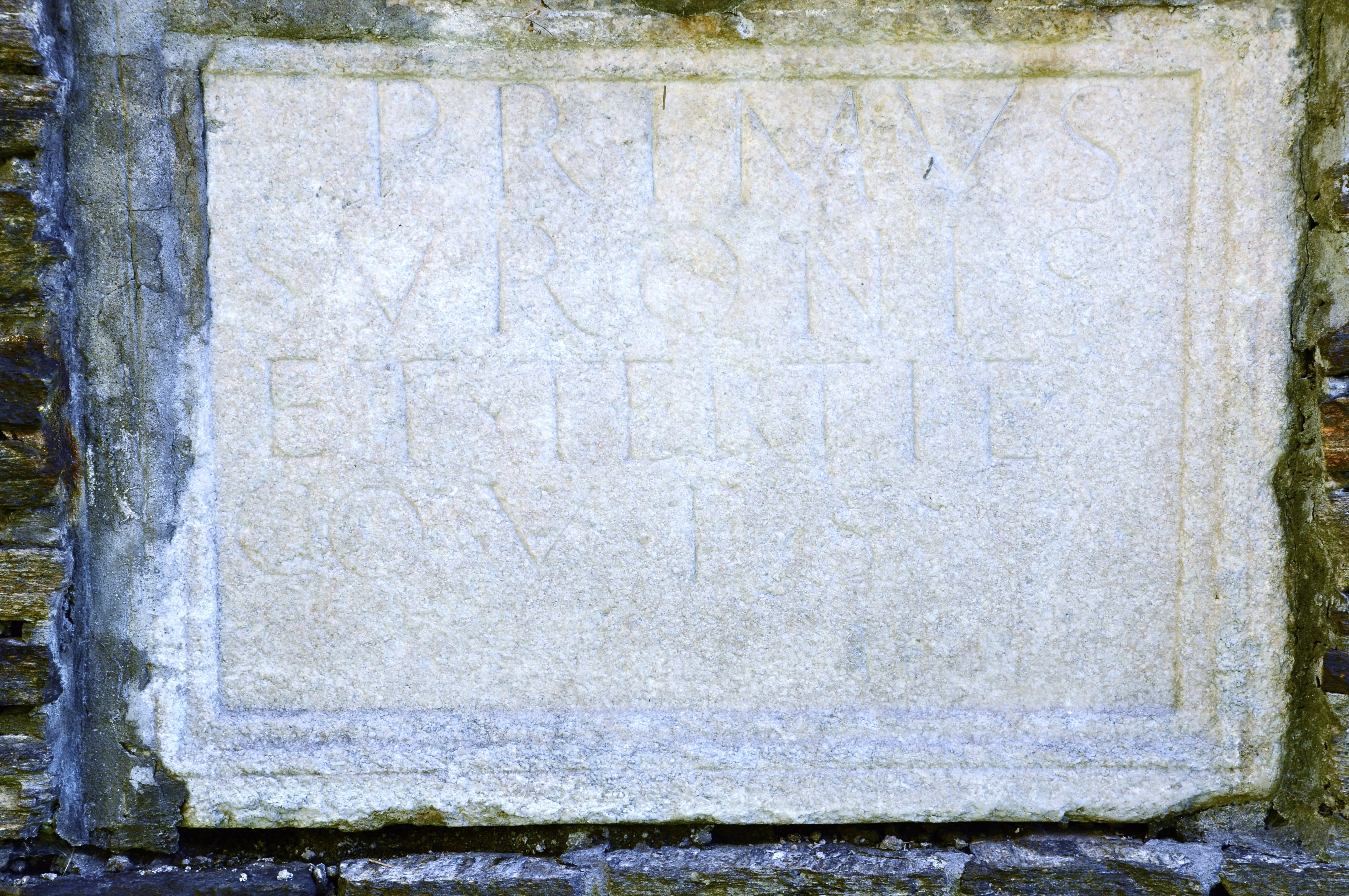
Römischer Inschriftstein an der Kirchenmauer

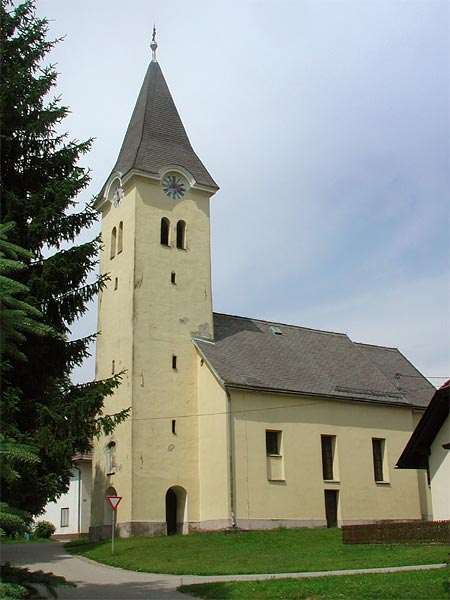
Filialkirche Heiliges Kreuz in Andersdorf

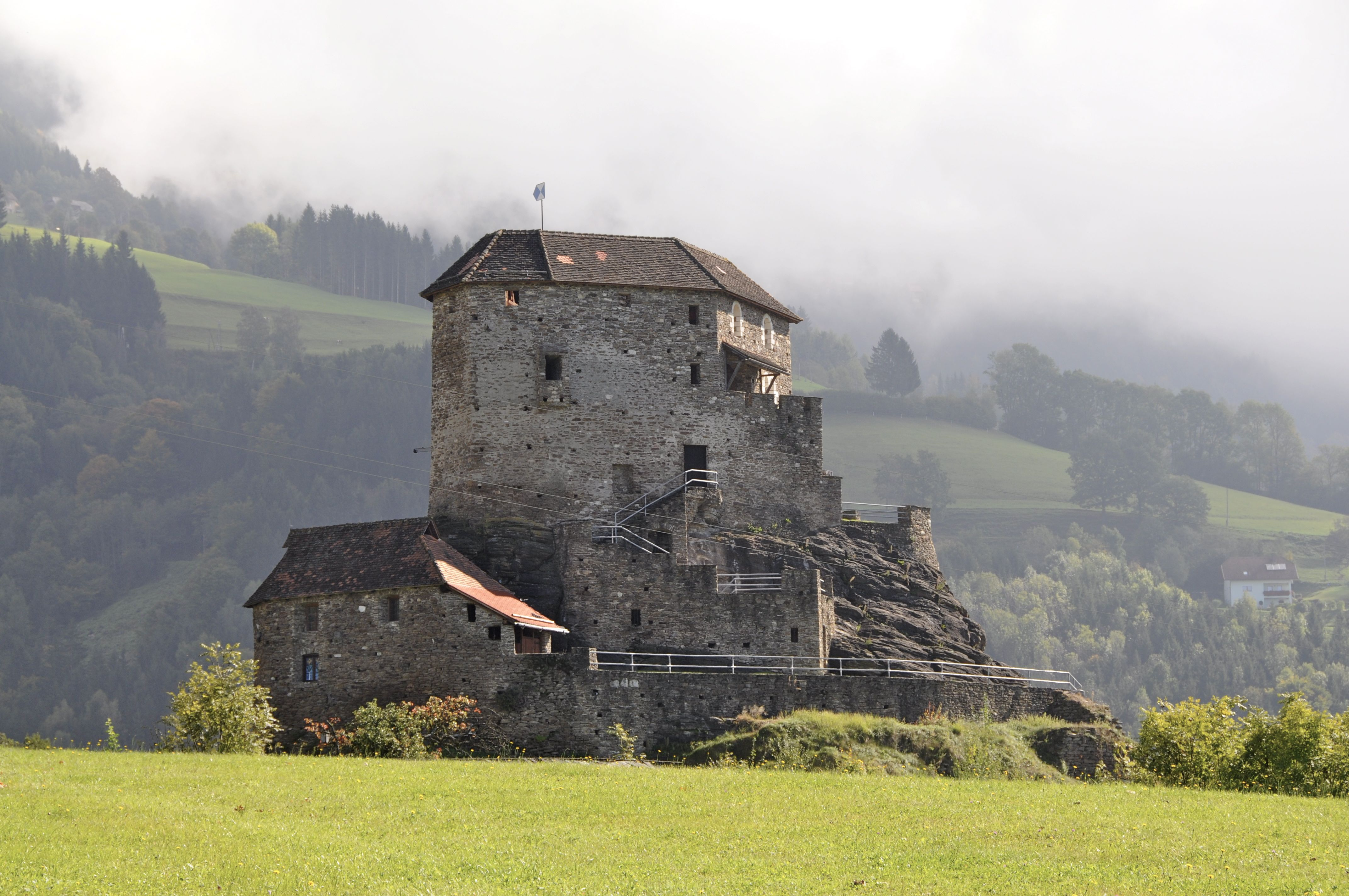
Nord-Ansicht von Burg Stein

## Kultur und Sehenswürdigkeiten
- Pfarrkirche St. Georgen im Lavanttal
- Filialkirche Heiliges Kreuz in Andersdorf
- Burg Stein in Steindorf-Oberhaus (privat, Besichtigung möglich)
- Römischer Steinbruch Spitzelofen

## Bevölkerung
Zum Zeitpunkt der Volkszählung 2001 hatte Sankt Georgen 2.187 Einwohner, davon waren 98,4 % österreichische Staatsbürger. 96,9 % der Bevölkerung bekannten sich zur römisch-katholischen und 0,9 % zur evangelischen Kirche, 1,3 % waren ohne religiöses Bekenntnis.

## Wirtschaft und Infrastruktur

### Wirtschaftssektoren
Die folgende Tabelle zeigt die Entwicklung der Betriebsanzahl und der Beschäftigten in den Wirtschaftssektoren:
| Wirtschaftssektor            | Anzahl Betriebe | Anzahl Betriebe | Anzahl Betriebe | Erwerbstätige | Erwerbstätige | Erwerbstätige |
| Wirtschaftssektor            | 2021            | 2011            | 2001            | 2021          | 2011          | 2001          |
| ---------------------------- | --------------- | --------------- | --------------- | ------------- | ------------- | ------------- |
| Land- und Forstwirtschaft 1) | 82              | 150             | 181             | 96            | 104           | 139           |
| Produktion                   | 27              | 22              | 17              | 203           | 69            | 65            |
| Dienstleistung               | 55              | 55              | 36              | 289           | 146           | 104           |

1) Betriebe mit Fläche in den Jahren 2010 und 1999

### Windpark
Am 15. Juli 2021 wurde Spatenstich gefeiert für den ersten Windpark Kärntens (2 erste Windräder drehen sich bereits am Plöckenpass). Hoch über dem Lavanttal werden 8 Windkraftwerke mit einer Gesamthöhe von 150 m bis zur Rotorspitze mit einer Gesamtinvestition von 42 Millionen Euro entstehen: 6 auf der Steinberger Alpe (Gemeinde St. Georgen bis Juni 2022) und 2 auf der Soboth (Gemeindegebiet Lavamünd bis Oktober 2022 auf 1400 m Höhe) Es wurden bereits die ersten Fundamente betoniert.

## Politik

### Gemeinderat
Der Gemeinderat hat 19 Mitglieder.
- Mit den Gemeinderatswahl 2015 hatte der Gemeinderat folgende Verteilung: 6 Sitze SPÖ, 5 TS, 4 ÖVP und 4 Die Freiheitliche und Unabhängige St. Georgen (FPÖ).[11]
- Mit den Gemeinderatswahl 2021 hat der Gemeinderat folgende Verteilung: 6 Sitze Team Stronach (TS), 5 SPÖ, 2 ÖVP und 2 FPÖ.[12]

### Bürgermeister
Direkt gewählter Bürgermeister ist Karl Markut (Team Stronach, davor SPÖ).

### Wappen
Im Wappen von Sankt Georgen steht die im Zinnenschnitt geteilte untere Hälfte in Silber für die Burg Stein als historisches lokales Herrschaftszentrum, der von einer Lanze durchbohrte Drache ist das Attribut des Pfarr- und Gemeindepatrons St. Georg. Die in der oberen Schildhälfte nach außen wachsenden Äste mit einem Apfel und einer Birne stehen für die Bedeutung des Obstbaus und der Mostherstellung im Gemeindegebiet.
Die amtliche Blasonierung des Wappens lautet: Ein von Rot und Silber erhöht im Zinnenschnitt geteilter Schild, pfahlweise belegt mit einer abgeledigten, farbverwechselten Lanze, aus deren Schaft am Schnitt silbern auswärts zwei bogenförmige, belaubte Zweige, der vordere mit einem Apfel, der hintere mit einer Birne in das obere Feld wachsen, und die im unteren Feld einen grünen Drachen mit roter Flammenzunge und roten Waffen durchbohrt.
Wappen und Fahne wurden der Gemeinde am 6. Juli 1993 verliehen. Die Fahne ist Rot-Grün mit eingearbeitetem Wappen.

## Persönlichkeiten

### Söhne und Töchter der Gemeinde
- Friedrich Orter (* 1949), Journalist und Autor
- Maria-Luise Mathiaschitz (* 1957), Politikerin (SPÖ) und Ärztin

### Mit der Gemeinde verbundene Persönlichkeiten
- Armin Geißler (* 1965), Politiker (SPÖ)